# Rappottenstein
Rappottenstein è un comune austriaco di 1 729 abitanti nel distretto di Zwettl, in Bassa Austria; ha lo status di comune mercato (Marktgemeinde). Nel 1967 ha inglobato i comuni soppressi di Pfaffendorf, Pehendorf e Roiten, nel 1970 le località di Aggsbach e Arnreith (già comuni catastali del comune di Pretrobruck, soppresso e aggregato ad Arbesbach) e nel 1972 il comune soppresso di Kirchbach (tranne il comune catastale di Kottingnondorf, aggregato a Groß Gerungs).